# Liste des personnages de la série Doctor Who
Cet article liste les personnages de la seconde série télévisée Doctor Who.

## Personnages principaux

### Incarnations du Docteur

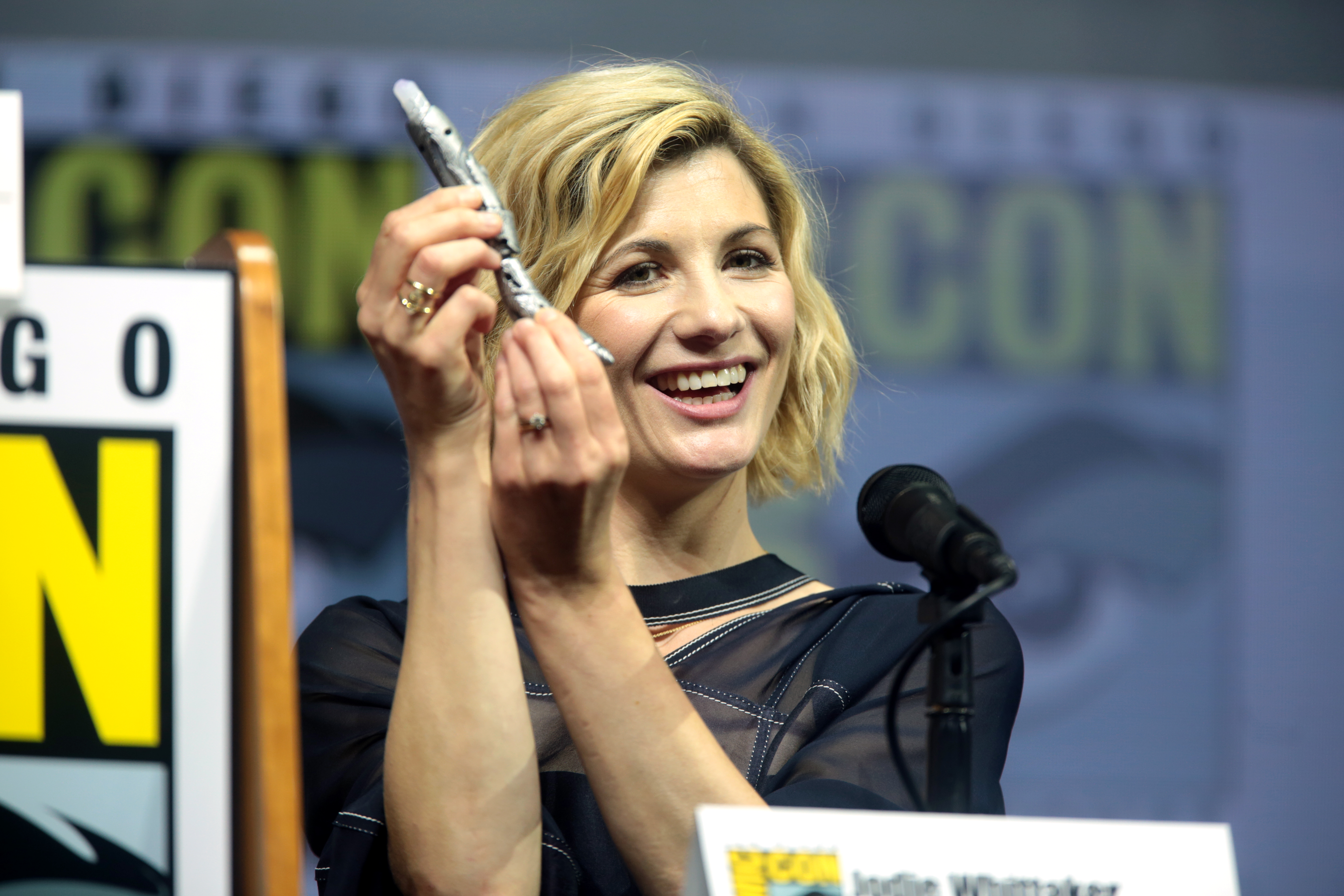
Jodie Whittaker, l'interprète du Treizième Docteur depuis Noël 2017.

- Premier Docteur : William Hartnell
- Deuxième Docteur : Patrick Troughton
- Troisième Docteur : Jon Pertwee
- Quatrième Docteur : Tom Baker
- Cinquième Docteur : Peter Davison
- Sixième Docteur : Colin Baker
- Septième Docteur : Sylvester McCoy
- Huitième Docteur : Paul McGann
- Docteur de la guerre : John Hurt (VF : Alexandre von Sivers)
- Neuvième Docteur : Christopher Eccleston (VF : David Manet)
- Dixième Docteur : David Tennant (VF : Frederik Haùgness lors de sa première apparition, puis David Manet)
- Onzième Docteur : Matt Smith (VF : Marc Weiss)
- Douzième Docteur : Peter Capaldi (VF : Philippe Résimont)
- Treizième Docteur : Jodie Whittaker (VF : Marcha Van Boven)
- Quatorzième Docteur : David Tennant (VF : David Manet)
- Quinzième Docteur : Ncuti Gatwa (VF : Maxime Van Santfoort)

Dans les saison 12 et saison 13, le Treizième Docteur rencontre une autre incarnation, qu'elle ne connaît pas, alors que cette incarnation assure qu'elle est de son passé. Elle est jouée par Jo Martin. Par la suite, Jo reprend aussi son rôle dans l'épisode  Le Moteur à Histoires (2025).
Richard Hurndall reprend le rôle du Premier Docteur dans l'épisode The Five Doctors (1983) et David Bradley interprète ce même Docteur dans les épisodes Le Docteur tombe (2017), Il était deux fois (2017) et Le Pouvoir du Docteur (2022).

### Compagnons du Docteur
Depuis la création de la série en 1963, il est d'usage que le Docteur voyage avec des personnes qui l'assistent. Dans la série dite « classique », on préférait la terminologie d' « assistant(e) ». C'est dès 2005 que s'est installé le terme de « compagnon » pour définir ces personnes. Même s'il s'agit majoritairement d'humains, cela n'est pas une règle absolue : le Quatrième Docteur (Tom Baker) a voyagé avec Romana, une Dame du Temps, ainsi qu'avec K-9, un chien-robot. La vie des compagnons est souvent bouleversée par le Docteur, avec qui ils voyagent.
Depuis 2023, la quinzième incarnation du Docteur est accompagnée de Ruby Sunday.

### Le Maître / Harold Saxon / Missy

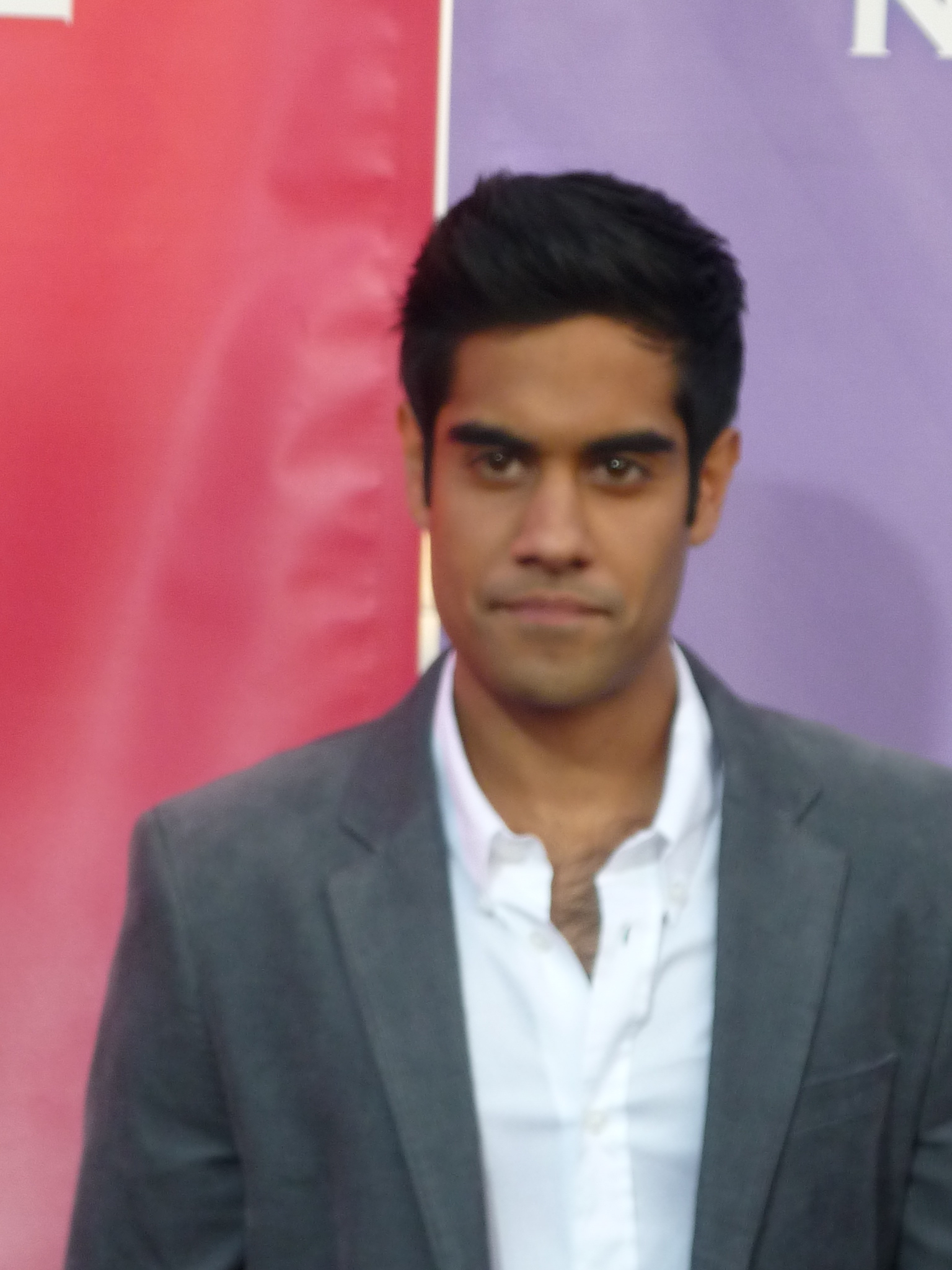
Sacha Dhawan, l'interprète actuel du Maître depuis 2020.

Le Maître est un personnage récurrent de la série depuis sa première apparition dans l'épisode Terror of the Autons en 1971. À l'origine interprété par Roger Delgado jusqu'au décès prématuré de ce dernier en 1973, il est un Seigneur du Temps, et était conçu comme l'égal du Docteur, à la différence qu'il cherchait à dominer et détruire l'univers, là où le Docteur cherchait à le sauver et le parcourir. Leur relation est complexe et ne base pas que sur une simple opposition : il est établi dans la série que le Maître et le Docteur, dans leurs jeunes années, étaient amis.

#### Incarnations du Maître
En tant que Seigneur du Temps, le Maître a lui aussi la capacité à se régénérer. À ce titre, il a été interprété par différents acteurs :
- de 1971 à 1973, il a été interprété par Roger Delgado ;
- en 1976, il a été interprété par Peter Pratt ;
- en 1981, il a été interprété par Geoffrey Beevers ;
- de 1981 à 1989, il a été interprété par Anthony Ainley ;
- en 1996, il a été interprété par Eric Roberts ;
- en 2007, il a été interprété par Derek Jacobi ;
- de 2007 à 2010 et 2017, il a été interprété par John Simm ;
- de 2014 à 2017, il a été interprété par Michelle Gomez ;
- de 2020 à 2022, il a été interprété par Sacha Dhawan.

## Personnages secondaires

### Personnages récurrents

#### Neuvième Docteur
- Jackie Tyler (Camille Coduri) : mère de Rose Tyler. Elle commence par détester le Docteur, considérant que ce dernier lui vole sa fille.
- Harriet Jones (Penelope Wilton) : femme politique qui aide plusieurs fois le Docteur. Elle deviendra Première ministre du Royaume-Uni.

#### Dixième Docteur
- Jake Simmonds (Andrew Hayden-Smith) : jeune membre d'un groupe de résistants dans un monde parallèle dominé par les Cybermen.
- Pete Tyler (Shaun Dingwall) : dans la saison 2, Shaun Dingwall interprète une version d'un monde parallèle du père de Rose Tyler.
- Francine Jones (Adjoa Andoh) : elle est la mère de Martha Jones. Elle s'oppose complètement au fait que sa fille voyage avec lui.
- Le Maître (John Simm) : le vieux rival du Docteur prend le contrôle du Royaume-Uni puis du monde avant de mourir.
- Lucy Saxon (Alexandra Moen) : compagne d'Harold Saxon, qui est en réalité une fausse identité du Maître.
- Sylvia Noble (Jacqueline King) : elle est la mère de Donna Noble. Elle rabaisse constamment sa fille, et ne croit pas aux aventures du Docteur.
- Wilfred Mott (Bernard Cribbins) : grand-père de Donna Noble, il assiste le 10e Docteur lors de sa dernière aventure.

#### Onzième Docteur
- Craig Owens (James Corden) : ancien colocataire du Docteur, il travaille dans une entreprise de vente par téléphone[Note 1].
- Dorium Maldovar (Simon Fisher-Becker) : décapité par les Moines sans tête, Dorium est un riche contrebandier.
- Madame Vastra (Neve McIntosh) : de la race des Siluriens, Mme Vastra est une détective privée qui vit dans le Londres de l'époque victorienne.
- Jenny Flint (Catrin Stewart) : compagne de Mme Vastra, Jenny est une jeune femme qui l'aide dans ses enquêtes. Elle est douée en arts martiaux.
- Strax (Dan Starkey) : ancien guerrier Sontarien, il assiste Mme Vastra lors de ses enquêtes sur le terrain. Il s'y connait en explosifs.
- Madame Kovarian (Frances Barber) : agent dans l'ordre du Silence, elle kidnappe la fille d'Amy et Rory et veut tuer le Docteur.
- Brian Williams (Mark Williams) : à la retraite, il est le père de Rory Williams, compagnon du Docteur.

#### Douzième Docteur
- Danny Pink (Samuel Anderson) : petit-ami de Clara Oswald et à l'origine soldat, il est professeur de mathématiques.
- Rigsy (Jovian Wade) : il rencontre Clara Oswald dans À Plat alors qu'il faisait un travail d'intérêt général.
- Kate Stewart (Jemma Redgrave) : chef du service recherche à U.N.I.T, elle est la fille du vieil ami du Docteur, le Brigadier Lethbridge-Stewart.
- Petronella Osgood (Ingrid Oliver) : experte scientifique à U.N.I.T, elle idolâtre le Docteur qu'elle rencontre à trois reprises.
- Ashildr (Maisie Williams) : venant d'une famille Viking, elle est sauvée et rendue immortelle par le Docteur.
- Missy (Michelle Gomez) : Missy est la dernière incarnation du Maître, le « meilleur ennemi » du Docteur.
- Heather (Stephanie Hyam) : étudiante à l'université St Luke, elle est utilisée par une intelligence alien comme pilote. Elle sauve Bill.

#### Treizième Docteur
- Karl Wright (Jonny Dixon) : travaillant sur un chantier, il manque énormément de confiance en lui. Néanmoins il profite d'un beau feu d'artifice.
- Najia Khan (Shobna Gulati) : mère de Yasmin Khan, elle travaillait pour un millionnaire avant d'être renvoyé. Très protectrice envers Yaz.
- Hakim Khan (Ravin J. Ganatra) : père de Yasmin Khan, il croit dur comme fer aux théories du complot.
- Sonya Khan (Bhavnisha Parmar) : sœur de Yasmin Khan, fusionnelles toutes les deux notamment depuis la dépression de Yaz en 2017.
- Jack Robertson (Chris Noth) : millionnaire mégalo en ligue pour la présidentielle, se fait piéger par ses propres drones de défenses Daleks.
- Tibo (Buom Tihngang) : ami de Ryan Sinclair, s'inquiétant de ne pas voir son ami souvent à cause de ses absences inexpliqués.
- Tecteun (Seylan Baxter, Jake Nwogu et Barbara Flynn) : mère adoptive du Docteur. Provoque le Flux depuis la Division.
- Diane (Nadia Albina) : surnommé Di par Dan Lewis, elle travaille au Musée de Liverpool. Elle et Dan sont proches mais n'ont jamais conclus.
- Claire Brown (Annabel Scholey) : medium du xxie siècle se trouvant projeté en 1967 par un Ange Pleureur. Elle aide un scientifique nommé Jericho.
- Karvanista (Craig Els) : ancien compagnon du Docteur Fugitif. Lupari lié avec Dan Lewis pour le protéger du flux, même s'ils se détestent.
- Le Grand Serpent (Craig Parkinson) : dictateur ayant exilé Vinder après l'avoir signalé. Manigance pour être à la tête de UNIT.
- Bel (Thaddea Graham) : femme de Vinder, elle le recherche à travers ce qui reste de l'univers après le passage du flux. Elle est enceinte de Vinder.

#### Quinzième Docteur
- Carla Sunday (Michelle Greenidge) : mère adoptive de Ruby Sunday, elles sont très fusionnelles et ne voit pas sa vie sans Ruby.
- Cherry Sunday (Angela Wynter) : grand-mère adoptive de Ruby Sunday et mère de Carla, veut simplement son thé.
- Mrs. Flood (Anita Dobson) : voisine de Ruby Sunday, elle semble en savoir plus qu'il n'y parait.

### Personnages duWhoniverse
Le Whoniverse concerne l'univers autour de la série Doctor Who, autrement dit les séries spin-offs.

#### Torchwood(2006 – 2011)
- Gwen Cooper (Eve Myles) : ancienne policière qui travaille maintenant pour l'institut Torchwood.
- Owen Harper (Burn Gorman) : Owen est Docteur en médecine et agent de terrain chez Torchwood.
- Ianto Jones (Gareth David-Lloyd) : agent de terrain chez Torchwood, il est l'amant de Jack Harkness.
- Toshiko Sato (Naoko Mori) : « Tosh » est l'experte informatique de l'institut Torchwood de Cardiff.

#### The Sarah Jane Adventures(2007 – 2011)
- Luke Smith (Tommy Knight) : résultat d'une expérience, Luke est un adolescent adopté par Sarah Jane.
- Rani Chandra (Anjli Mohindra) : d'origine indienne, elle est la voisine de Luke et Sarah Jane, et leur amie.
- Clyde Langer (Daniel Anthony) : il est l'ami de Rani et Luke. Il étudie au même collège qu'eux.

### Personnages historiques

#### Premier Docteur
- Marco Polo (Mark Eden) : Marco Polo.
- Maximilien de Robespierre (Keith Anderson) : The Reign of Terror.
- Empereur Néron (Derek Francis) : The Romans.
- Poppée (Kay Patrick) : The Romans.
- Locuste (Anne Tirard) : The Romans.
- Al-Adel (Roger Avon) : The Crusade.
- Saladin (Bernard Kay) : The Crusade.
- Jeanne d'Angleterre (Jean Marsh) : The Crusade.
- Roi Richard 1er (Julian Glover) : The Crusade.
- Abraham Lincoln (Robert Marsden) : The Chase.
- Francis Bacon (Roger Hammond) : The Chase.
- Élisabeth Ire (Vivienne Bennett) : The Chase.
- William Shakespeare (Hugh Walters) : The Chase.
- Benjamin Briggs (David Blake Kelly) : The Chase.
- Roi Charles IX (Barry Justice) : The Massacre of St. Bartholomew's Eve.
- Catherine de Médicis (Joan Young) : The Massacre of St. Bartholomew's Eve.
- Doc Holliday (Anthony Jacobs) : The Gunfighters.
- Wyatt Earp (John Alderson) : The Gunfighters.
- Big Nose Kate (Sheena Marsh) : The Gunfighters.

#### Sixième Docteur
- George Stephenson (Gawn Grainger) : The Mark of the Rani.

#### Neuvième Docteur
- Charles Dickens (Simon Callow) : Des Morts Inassouvis.

#### Dixième Docteur
- Reine Victoria (Pauline Collins) : Un Loup-Garou royal.
- Madame de Pompadour (Sophia Myles) : La Cheminée des Temps.
- Louis XV (Ben Turner) : La Cheminée des Temps.
- William Shakespeare (Dean Lennox Kelly) : Peines d'Amour gagnées.
- Élisabeth Ire (Angela Pleasence) : Peines d'Amour gagnées.
- Élisabeth II (Elle-même - Images d'archive) : L'Hystérique de l'étrange lucarne.
- Agatha Christie (Fenella Woolgar) : Agatha Christie mène l'Enquête.
- Élisabeth Ire (Joanna Page) : Le Jour du Docteur.

#### Onzième Docteur
- Winston Churchill (Ian McNeice) : La Bête des bas-fonds, La Victoire des Daleks, La Pandorica s'ouvre, première partie, Le Mariage de River Song.
- Vincent van Gogh (Tony Curran) : Vincent et le Docteur, La Pandorica s'ouvre, première partie.
- Richard Nixon (Stuart Milligan) : L'Impossible Astronaute, première partie et deuxième partie.
- Capitaine Avery (Hugh Bonneville) : La Marque noire et La Retraite du démon.
- Adolf Hitler (Albert Welling) : Allons tuer Hitler.
- Charles Dickens (Simon Callow) : Le Mariage de River Song.
- Reine Néfertiti (Riann Steele) : Des Dinosaures dans l'Espace.

#### Douzième Docteur
- Robin des Bois (Tom Riley) : Robot des Bois.
- Le Pape (Joseph Long) : Extremis.

#### Treizième Docteur
- Rosa Parks (Vinette Robinson) : Rosa.
- Martin Luther King (Ray Sesay) : Rosa.
- Jacques VI et Ier (Alan Cumming) : Les Chasseurs de sorcières.
- Charles Babbage (Mark Dexter) : La Chute des espions : partie 2.
- Noor Inayat Khan (Aurora Marion) : La Chute des espions : partie 2.
- Ada Lovelace (Sylvie Briggs) : La Chute des espions : partie 2.
- Nikola Tesla (Goran Višnjić) : La Nuit de terreur de Nikola Tesla.
- Thomas Edison (Robert Glenister) : La Nuit de terreur de Nikola Tesla.
- Mary Shelley (Lili Miller) : Apparitions à la villa Diodati.
- Percy Shelley (Lewis Rainer) : Apparitions à la villa Diodati.
- Lord Byron (Jacob Collins-Levy) : Apparitions à la villa Diodati.
- Joseph Williamson (Steve Oram) : Doctor Who: Flux Chapitre 1, Chapitre 2, Chapitre 3, Chapitre 5 et Chapitre 6.
- Mary Seacole (Sara Powell) : La Guerre des Sontariens.
- Madam Ching (Crystal Yu) : La Légende des Démons des Mers.
- Alexandra Feodorovna Romanova (Anna Andresen) : Le Pouvoir du Docteur.
- Nicolas II de Russie (Richard Dempsey) : Le Pouvoir du Docteur.
- Grigori Raspoutine (Sacha Dhawan) : Le Pouvoir du Docteur.

#### Quatorzième Docteur
- Isaac Newton (Nathaniel Curtis) : Aux Confins de l'Univers.
- John Logie Baird (John MacKay) : Le Fabricant de Jouets.

#### Quinzième Docteur
- John Lennon (Chris Mason) : L'Accord du Diable
- Paul McCartney (George Caple) : L'Accord du Diable
- Ringo Starr (James Hoyles) : L'Accord du Diable
- George Harrison (Phillip Davies) : L'Accord du Diable
- George Martin (Ed White) : L'Accord du Diable
- Cilla Black (Josie Sedgwick-Davies) : L'Accord du Diable
- Edmund Hillary (Phil Baxter) : JOY-eux Noël
- Tensing Norgay (Samuel Sherpa-Moore) : JOY-eux Noël